# 顧文隆
顧文隆（1486年—？），字質夫，號西所，直隸松江府華亭縣人，民籍，明朝政治人物。

## 生平
正德十四年（1519年）己卯科應天鄉試第一百十二名舉人，嘉靖二年（1523年）中式癸未科會試第四十三名，三甲第三十四名進士。授江西宜春縣知縣，調浙江遂安縣知縣，二十二年（1543年）升南京刑部主事。

## 家族
曾祖顧子良；祖父顧鼎；父顧誾，義官。前母張氏；母馬氏。慈侍下。